# Brixia electra
Brixia electra är en insektsart som beskrevs av Synave 1971. Brixia electra ingår i släktet Brixia och familjen kilstritar. Inga underarter finns listade i Catalogue of Life.